# Entomofilija
Entomofilija (manj ustrezno entomogamija) je botanični izraz, ki se uporablja za tip opraševanja, pri katerem pelod prenašajo žuželke. Rastlinskim vrstam, ki jih oprašujejo žuželke, rečemo entomofilne rastline ali žužkocvetke. Širši pojem je zoofilija, pri kateri za opraševanje rastlin skrbijo različne živalske vrste (poleg žuželk tudi na primer nekateri sesalci in ptiči). Med druge načine opraševanja spadata tudi anemofilija (opraševanje s pomočjo vetra) in hidrofilija (opraševanje s pomočjo vode). Cvetovi rastlin, ki jih oprašujejo žuželke, so običajno živih barv, lahko imajo različne vzorce, ki usmerjajo do nektarialnih žlez in peloda ter izločajo dišave ali kemijske snovi, podobne živalskim feromonom. Žuželčji opraševalci, kot so denimo medonosne čebele, so na morfološke značilnosti rastlinskih cvetov prilagojeni s pomočjo ustreznega obustnega aparata, ki omogoča zauživanje nektarja (medičine), in pelodnih koškov ali ščetk na zadnjih nogah. Opraševanje, ki je mutualistični medvrstni odnos, se je razvilo kot posledica koevolucije med opraševalci in oprašenimi.

## Etimologija
Beseda entomofilija izvira iz grščine, kjer predpono εντομο- (entomo-) prevajamo kot "segmentiran, razdeljen na kosce", iz česar se izpelje izraz žuželka, in grška beseda φίλη (phile) pomeni "ljubljen, ljubiti".

## Evolucijski razvoj
Predvideva se, da so bile zgodnje semenke v glavnem anemofilne rastline (vetrocvetke). Pred samim pojavom prvih kritosemenk so nekatere golosemenke razvile barvite cvetove, ki so jih najverjetneje opraševale žuželke. Takšne naj bi bile vrste iz izumrlega reda Bennettitales. Prvi pojav entomofilije pri golosemenkah naj bi se zgodil v obdobju perma. Med morebitne opraševalce takratnega časa spadajo žuželčje skupine, ki so imele dolge rilčke, kot so denimo Aneuretopsychidae (izumrla družina iz reda kljunavcev), Mesopsychidae (izumrla družina iz reda kljunavcev), Pseudopolycentropodidae (izumrla družina iz reda kljunavcev), Kalligrammatidae (izumrla družina iz reda pravih mrežekrilcev), Paradoxosisyrinae (izumrla poddružina iz reda pravih mrežekrilcev) in Zhangsolvidae (izumrla družina iz reda dvokrilcev).
Zraven se prišteva nekatere še živeče družine, ki so poprej opraševale različne taksone golosemenk, a so zatem začele prenašati pelod kritosemenk; sem spadajo na primer obadi (Tabanidae) in družini Nemestrinidae ter Acroceridae, ki sta prav tako uvrščeni v red dvokrilcev (Diptera). Prve kritosemenke so se pojavile v zgodnji kredi in so sčasoma zamenjale mnoge uveljavljene linije golosemenk, kar je vodilo v izumrtje številnih tedanjih opraševalcev, ki so bili prehransko odvisni od golosemenk. Po drugi strani so se razne vrste opraševalcev prilagodile na kritosemenke, opraševanja pa so se lotile številne nove žuželčje vrste.

## Potrebe rastlin
Anemofilne (vetrocvetke) in hidrofilne (opraševane s pomočjo vode) vrste morajo proizvesti velike količine peloda, ker je možnost, da bo posamično pelodno zrno pristalo na brazdi pestiča, izredno majhna. Pri zoofilnih (in hkrati entomofilnih) vrstah je nujno, da nek organizem (opraševalec) poskrbi za prenos peloda iz prašnikov do pestiča. Za razmnoževanje rastlin je izredno pomembno, da se opraševalci ustavljajo na rastlinah iste vrste, ker lahko le na tak način zagotovijo uspešno opraševanje. V zameno za oprašitev rastline ponujajo nektar, delež peloda, različna olja in dišave. Idealni žuželčji opraševalec mora biti dlakast (da se nanj lažje prilepijo pelodna zrna) in v samem cvetu preživeti dovolj časa, da pride v stik s prašnicami prašnikov, od koder se izloči pelod.

## Pregled žuželčjih opraševalcev
Čeprav so mnoge žuželke opraševalci, največ žuželčjih opraševalcev pripada čebelam (klad Anthophila), metuljem (red Lepidoptera), osam (pripadnicam podreda Apocrita), muham (pripadnicam reda Diptera), mravljam (družina Formicidae) in hroščem (red Coleoptera). Obstaja delež rastlin, ki jih uvrščamo med generaliste, ker jih oprašujejo žuželke različnih vrst. Entomofilne rastline so se svojim opraševalcem prilagodile na mnoge načine; večina ima dišeče cvetove živih barv, izloča nektar, cvetni listi so privlačno oblikovani ali imajo različne vzorce. Tudi pelodna zrna entomofilnih vrst so drugačna kot tista, ki jih imajo anemofilne ter hidrofilne rastline. Navadno so pelodna zrna precej večja od drobnih zrn vetrocvetk, nastajajo pa v manjših količinah, ker ima vsako pelodno zrno večjo možnost, da bo preneseno na brazdo pestiča, kot je to pri zrnih anemofilnih rastlin. Prevelike količine peloda pri žužkocvetkah bi bile tudi neekonomične z energijskega vidika, ker bi rastline porabljale dragocena hranila in snovi za izdelavo nepotrebnih struktur. Za razliko od vetrocvetk morajo žužkocvetne rastline veliko energije vložiti v proizvodnjo nektarja.

### Metulji
Za dnevne (psihofilija) in nočne metulje (sfingofilija) je značilno, da imajo dlakava telesa in podolgovat rilček (sesalo), ki zmore prodreti globoko v cevasto oblikovane rastlinske cvetove. Kot je jasno že iz imena, so dnevni metulji največkrat aktivni podnevi in jih zato privlačijo cvetni listi rožnatih ter vijoličnih odtenkov. Cvetovi rastlin, ki jih oprašujejo dnevni metulji, so pogosto zelo veliki in dišeči, prašniki pa so nameščeni tako, da se njihov pelod prenese na opraševalca, medtem ko se ta prehranjuje z nektarjem. Nočni metulji so navadno aktivni ponoči in jih privlačijo ponoči cvetoče rastlinske vrste. Takšne rastline imajo največkrat cevaste, blede cvetove, ki so močno dišeči predvsem ponoči.

### Hrošči
Socvetja, ki jih oprašujejo hrošči (kantarofilija), so običajno ploščata (ravna), imajo odprt venec in majhne cvetove z mnogimi prašniki, iz katerih se izloča pelod. Cvetovi takšnih rastlin so velikokrat zeleni ali bledih odtenkov in močnega vonja, ki je lahko človeku prijeten (spominja na vonj zrelega sadja) ali neprijeten (vonj po gnitju ter razgrajevanju odmrlih tkiv). Nekatere rastline so razvile posebne pasti, s pomočjo katerih hrošče dlje časa zadržijo v svojem cvetu in tako povečajo možnost, da bo žuželka prišla v stik s čim večjo količino peloda.

### Muhe
Nespecializirane muhe (miofilija), ki imajo razmeroma kratke rilčke (lizalo), so bile večkrat opažene, da obiskujejo primitivne rastline z enostavno dostopnim nektarjem. Bolj specializirane muhe, kot so muhe trepetavke in obadi, se prehranjujejo tudi s hranili iz bolj naprednih cvetov, prenos peloda pa se pri tem zgodi naključno. Četudi so muhe zelo razširjene žuželke, veljajo za manj zanesljive opraševalce, ker so razmeroma majhne (prenesejo manj peloda), mnogokrat obiskujejo različne rastlinske vrste in prinašajo neustrezni oziroma nekompatibilni pelod (pelodna zrna drugih rastlin) ter nimajo primernih razmnoževalnih navad.

### Čebele in ose
Cvetovi, ki jih oprašujejo ose in čebele (melitofilija) so zelo variabilni. Ti kožekrilci pogosto obiskujejo rastline z rumenimi in modrimi cvetovi, katerih cvetni listi imajo vzorce, vidne v ultravijolični svetlobi. Tovrstni vzorci so namenjeni usmerjanju žuželke do nektarialnih žlez, izvora nektarja. Nekatere rastlinske vrste imajo posebno oblikovane cvetove, ki mehansko pregrajujejo vhod v svojo notranjost, da lahko vstopajo le žuželke, ki so dovolj težke (denimo čmrlji in druge večje čebele). Obstajajo tudi rastline (na primer paradižnik), katerih prašniki pelod izločijo le, če opraševalec z ritmičnim zamahovanjem kril proizvede ustrezne vibracije. Temu procesu se reče vibracijsko opraševanje ali sonikacija (angleško buzz pollination, sonication), njegovi najbolj prepoznavni izvajalci pa so čmrlji. Poznamo tudi tatinske čebelje vrste, ki se v cvet pregrizejo in tam zaužijejo nektar, hkrati pa se nanje prilepijo pelodna zrna.

### Mravlje
Mravlje (mirmekofilija) na splošno niso najbolj učinkovite opraševalke, a se s tem kljub temu ukvarjajo posamične vrste. Najpogosteje prenašajo pelod rastlin z majhnimi pritlehnimi cvetovi šibkega vonja in brez večje barvitosti. V takšnih cvetovih je tudi manj nektarja in peloda.